# Украјинска устаничка армија
Украјинска устаничка армија (укр. Українська повстанська армія) је била оружано крило Организације украјинских националисте. УУА је основана 14. октобра 1942. на Покров Пресвете Богородице. Учествовала је у Другом светском рату (1942-1945) и у герилском рату (1945-1954). Украјинска устаничка армија је припадала Партизанској армији.
Армија је бројала од двадесет и пет до сто хиљада националиста. Значајнији командири су били: Васиљ Ивахив, Дмитро Кљачкивски, Роман Шухевич и Васиљ Кук.

## Чинови
- Ройовий
- Чотовий
- Бунчужний сотні
- Сотенний
- Курінний бунчужний
- Курінний
- Командир загону
- Командир Воєнної Округи
- Краєвий командир УПА
- Головний командир УПА